# Estación de Marx Dormoy
La estación de Marx Dormoy es una estación del metro de París situada al norte de la capital, en el XVIII Distrito. Forma parte de la línea 12. 

## Historia
La estación fue inaugurada el 23 de agosto de 1916 con el nombre de Torcy. El 11 de mayo de 1946, fue rebautizada, adoptando su nombre actual.
La estación debe su nombre inicial a Jean-Baptiste Colbert de Torcy, diplomático francés, sobrino de Colbert. La estación toma su nombre actual, por su parte, proviene del político francés Marx Dormoy, asesinado el 26 de julio de 1941 por un grupo de extrema derecha.

## Descripción
La estación se compone de dos andenes y de dos vías, una en cada sentido. 
En su diseño sigue un estilo utilizado en los años 50 y 60 que pretendía romper con los esquemas clásicos. Para ello se optó por cubrir o retirar los omnipresentes azulejos blancos revistiendo las estaciones usando paneles y llamativas molduras coloreadas que abarcaban todo el ancho de la pared. Enmarcados, los anuncios publicitarios o la señalización lograban destacar mucho más. Aunque este tipo de diseño fue muy apreciado en su momento, se acabó descartando porque su mantenimiento era costoso y complejo ya que cualquier actuación exigía retirar el revestimiento. Si bien muchas estaciones que lo lucían han regresado a diseños más clásicos no es el caso de Marx Dormoy que sigue conservando sus molduras horizontales de color rojo mientras que las verticales, usadas en los paneles publicitarios son doradas.